# 紫垣綾花
紫垣 綾花（しがき あやか、1983年2月7日 - ）は、日本の女子プロゴルファー。所属はフリー。熊本県熊本市出身。身長172cm。体重69kg。血液型B型。九州東海大学中退。師匠は坂田信弘。

## 経歴
1983年、熊本市出身。10歳の頃、坂田信弘が主催する坂田ジュニアゴルフ塾の1期生として入塾。熊本市立西原中学校3年時、九州クラブチャンピオン大会 女子の部で優勝。西原中の後輩には上田桃子がいる。
その後東海大学第二高等学校に進学。古閑美保は坂田塾および東海大二高の同期・同級生にあたる。同校1年時の1998年6月、日本女子オープンゴルフ選手権競技に出場し、最年少15歳4か月での予選通過という記録を打ち立てた。同年8月11日、栃木・那須野ケ原CCで開催された全国高等学校ゴルフ選手権大会 女子個人の部で優勝。1999年・2000年の同大会団体優勝にも貢献した。3年時はゴルフ部主将を務め、2000年8月、日本ジュニアゴルフ選手権競技 女子15歳-17歳の部で優勝。同年10月7日、広島・賀茂CCで開催された日本女子アマチュアゴルフ選手権競技では、紫垣曰く「仲はいいけど、負けたくない」と語るライバルの古閑美保とのマッチプレーを制し優勝。同選手権競技の高校生優勝者は史上4人目、同一年でのジュニア・アマチュアの2冠達成は22年ぶり史上2人目の快挙だった。
九州東海大学を中退後、プロの道に進む。2002年9月1日、日本女子プロゴルフ協会に74期生として入会。2010年7月29日、千葉県・富士OGMゴルフクラブ 市原コースで開催された、カストロールレディースのステップ・アップ・ツアーで優勝。

## 主な優勝歴
- 1998年 - 全国高等学校ゴルフ選手権大会 女子個人の部
- 2000年 - 日本ジュニアゴルフ選手権競技 女子15歳-17歳の部
- 2000年 - 日本女子アマチュアゴルフ選手権競技
- 2010年 - カストロールレディース（ステップ・アップ・ツアー）